# 前脑
在脊椎动物脑的解剖学中，前脑（forebrain，prosencephalon）是脑的吻端（最前端）部分，结构包括端脑和间脑，其控制体温、生殖功能、饮食、睡眠和情绪的表现。
前脑泡、中脑泡和后脑泡是早期神经系统发育过程中的三个原脑泡，前脑泡继续发育形成端脑和间脑。

## 结构
前脑是人脑最大的区域，分为两个大脑半球，并各分为四个脑叶，即枕叶、顶叶、颞叶和额叶。